# ザ・リーズン
『ザ・リーズン』 (The Reason) は、フーバスタンクの2枚目のアルバム。プロデューサーはハワード・ベンソン。アイランド・レコードからリリースされた。全米で最高3位を獲得し、2×プラチナに認定された。2004年には、第47回グラミー賞最優秀ロック・アルバム部門にノミネートした。アルバムからのセカンドシングル「The Reason」は、Billboard Hot 100で最高2位、Modern Rock Tracksで1位を獲得。第47回グラミー賞Song Of The Year部門にもノミネートした。「Out Of Control」にはゲストボーカルとして、ロストプロフェッツのイアン（Vo.）とジェイミー（Key. & DJ）が参加している。
オリジナルのベーシスト、マークー・ラパレイネンが最後に参加したアルバムである。

## 収録曲
1. セイム・ディレクション / Same Direction
2. アウト・オブ・コントロール / Out Of Control
3. ホワット・ハプンド・トゥ・アス？ / What Happened To Us?
4. エスケイプ / Escape
5. ジャスト・ワン / Just One
6. ラッキー / Lucky
7. フロム・ザ・ハート / From The Heart
8. ザ・リーズン / The Reason
9. レット・イット・アウト / Let It Out
10. アナフェクテッド / Unaffected
11. ネヴァー・ゼア / Never There
12. ディサピア / Disappear
13. ネヴァー・ソウ・イット・カミング / Never Saw It Coming
14. オープン・ユア・アイズ / Open Your Eyes

- 13，14曲目は日本盤ボーナス・トラック。

## シングルカット
1. Out Of Control （2004年）
2. The Reason （2004年）
  - PVでMTV Video Music Awards Japanの最優秀ロックビデオを受賞した。
3. Same Direction （2004年）
  - 「The Reason」、「Same Direction」のPVはストーリー構成でつながっている。
4. Disappear （2005年）

## 制作メンバー
- ダグラス・ロブ - ボーカル
- ダニエル・エストリン - ギター
- マークー・ラパレイネン - ベース
- クリス・ヘッス - ドラムス
- イアン・ワトキンス - ゲストボーカル
- ジェイミー・オリヴァー - ゲストボーカル